# Paul Mattick
Paul Mattick (Pomerània, 13 de març de 1904 - Cambridge, Massachusetts, 7 de febrer de 1981), fou un teòric i polític marxista. És considerat, amb Karl Korsch, Antonio Gramsci, György Lukács un dels principals membres del consellisme.

## Biografia
De petit la seua família passà a Berlín. Heretà dels pares la consciència de classe, i a 14 anys ja era membre de la Joventut Socialista Lliure (Freie Sozialistische Jugend), de la Lliga Espartaquista (Spartakusbund) de Karl Liebknecht i Rosa Luxemburg. Fent d'aprenent a la Siemens fou delegat dels seus companys al Consell Obrer de la companyia durant la Revolució de Novembre. En la primavera del 1920 s'arrenglerà amb les Rote Jugend del nou creat Partit Comunista Obrer d'Alemanya (KAPD), que se separà del Partit Comunista d'Alemanya (KPD). El 1921 es traslladà a Colònia, i com a treballador de la Klockner participà en el moviment vaguista i de protesta. Alliberat després d'una nova detenció i, sense feina, es dedicà activament a l'organització i l'agitació del KAPD i de l'organització obrera AAU (Unió General dels treballadors d'Alemanya de Colònia, mentre es relacionava amb Jan Appel i l'AAUE Unió General dels Treballadors-Organització Unitària d'Otto Rühle. Després del 1923 l'onada revolucionària alemanya semblava esvair-se i la seua situació personal el forçà a marxar als Estats Units el 1926, sense desvincular-se del tot del KAPD i l'AAU. L'aparició de Das Akkumulations – and Zusammenbruchsgesetz des Kapitalistischen Systems (1929), d'Henryk Grossman influí notablement els estudis teòrics sistemàtics del marxisme empresos per Mattick, particularment el paper de la teoria marxiana de l'acumulació en el moviment obrer. Per a Mattick, la pràctica del moviment obrer s'havia de fonamentar en la teoria del desenvolupament capitalista i en la crisi inevitable que sorgia de les seues contradiccions internes. Des de Chicago, Mattick feu esforços per unificar les diferents organitzacions obreres alemanyes dels Estats Units, i el 1931, sense èxit, provà d'impulsar el diari Gazeta Obrera de Chicago Chicagoer Arbeiterzeitung. Paral·lelament ingressà en la Industrial Workers of the World (IWW), per a la qual el 1933 elaborà un programa marxista basat en les teories de Grossman. També treballà, des de fora, amb el United Workers Party (UWP), de tendència leninista. El 1934, amb ex-militants de l'IWW i del UWP fundà un grup «consellista-comunista», i amb altres grups alemanys i neerlandesos creà l'òrgan International Council Correspondence, que el 1938 donaria lloc a Living Marxism i, el 1942, a New Essays. Comptà amb la col·laboració de Karl Korsch que havia arribat als Estats Units el 1936. Aquest any, en col·laboració amb el Horkheimer Institut for Sozialforschung, considerat el nucli de l'Escola de Frankfurt, amb el qual havia contactat a través de Karl Korsch i Henryk Grossman, feu un estudi sociològic sobre el moviment nord-americà dels sense-feina.

## Continuïtat de l'obra teòrica i intervenció pública
Després de l'entrada dels Estats Units a la Segona Guerra Mundial i la consegüent campanya de persecució dirigida contra tota la intelligentsia crítica, l'esquerra nord-americana va ser liquidada pel Macarthisme. Mattick es va retirar al camp a principis dels anys 50, on va aconseguir sobreviure a través de treballs ocasionals i de la seva activitat com a escriptor. En el període de postguerra Mattick -igual que altres- només va encarar petites i ocasionals activitats polítiques, escrivint articles curts per a diversos diaris de tant en tant.
Amb els canvis generals de l'escena política i la renovada emergència del pensament radical en els 60, Mattick va poder fer algunes contribucions més extenses i importants. Un dels seus treballs principals va ser Marx and Keynes. The Limits of Mixed Economy de 1969, el qual va ser traduït a diverses llengües i va tenir força influència en el moviment estudiantil post-1968. A partir del 1969 participà activament en els debats de l'esquerra mundial, amb una posició marxista crítica amb la socialdemocràcia i amb el leninisme.
Un altre treball important va ser Critique of Herbert Marcuse - The one-dimensional man in class society, en el qual va rebutjar amb vehemència la tesi en la qual el proletariat, tal com Marx ho va entendre, s'havia convertit en un "concepte mitològic" a la societat capitalista avançada. Encara que va confluir en l'anàlisi crítica que feia Herbert Marcuse de la ideologia dominant, Mattick va demostrar que la mateixa teoria de la unidimensionalitat només existia com a ideologia. Marcuse va afirmar més tard que la crítica de Mattick sobre el seu llibre va ser l'única seriosa.
Als 70 molts d'articles vells i nous van ser difosos en diversos idiomes per a algunes publicacions. L'any acadèmic 1974-75 Mattick va ser "professor visitant" al Centre Universitari de Roskilde a Dinamarca. Allà va donar lliçons sobre la crítica marxista de l'economia política, sobre la història del moviment obrer i va servir com a referent crític en seminaris amb altres convidats com Maximilian Rubel, Ernest Mandel, Joan Robinson i altres. El 1977, va completar la seva darrera gira de lliçons a la Universitat de la Ciutat de Mèxic. Només va parlar dues vegades a Alemanya Oriental: el 1971 a Berlín i el 1975 a Hannover.
D'aquesta manera, en els seus últims anys, Paul Mattick va tenir èxit en obtenir audiència per als seus punts de vista en les noves generacions. El 1978 va aparèixer una important col·lecció d'articles escrits al llarg de 40 anys que va ser nomenada Anti-Bolshevik Communism.
Va morir el febrer de 1981 deixant un manuscrit gairebé acabat per a un altre llibre, que va ser més tard editat i publicat pel seu fill, Paul Mattick Jr, com Marxism - Last Refuge of the bourgeoisie?.